# Anotace
Anotace (z lat. ad-, k a notare, poznamenat) znamená pomocnou nebo dodatečnou, obvykle písemnou informaci, přidanou k nějakému dokumentu (textu, obrazu, filmu atd.) a vztahující se k němu.

## Typy anotací
Anotace můžeme rozlišit podle toho, zda
- jsou k dokumentu pevně připojeny
  - a vytváří je jeho autor (například anotace či resumé odborného článku);
  - a vytváří je někdo jiný, redaktor nebo recenzent (například anotace na záložce a na obalu knihy, DVD atd.);
  - ale vznikají až dodatečně (například čtenářské poznámky na okraji knihy, diskuse k článku na Wikipedii atd.);
- nejsou s textem fyzicky spojeny
  - a stručně charakterizují jeho obsah pro usnadnění výběru uživatele (například anotace v databázi, v bibliografii, v nakladatelském katalogu);
  - posuzují a kritizují dokument z hlediska uživatelů nebo odborníků (stručné recenze, hodnotící poznámky v časopisech, blozích a pod.).

Anotace mohou mít formu:
- poznámek k jednotlivým místům textu, například na okraji knihy (marginálie);
- stručného shrnutí obsahu dokumentu;
- hodnotících či kritických poznámek uživatelů (diváků, čtenářů nebo posluchačů).

V lingvistice se anotací často míní doplnění původního textu o slovní rozbor každého jeho slova. Soubory takto anotovaných textů tvoří korpusy a jsou důležitou pomůckou počítačové lingvistiky, při tvorbě strojových překladů a podobně.
Sestava anotací k dokumentům určitého tématu tvoří anotovanou bibliografii.

## Anotace na webu
Úplně nové možnosti anotací se nabízejí na webu, kde je možné nad původními dokumenty vytvářet nejen diskusní stránky, ale i jednu nebo několik vrstev anotací, například pro různá společenství uživatelů, pro různé zájmové skupiny a podobně. Webové anotační systémy bývají součástí standardních vyhledávačů a browserů, nabídkových stránek internetových knihkupectví a podobně. Pro tyto účely už existuje i speciální software, například:
- a.nnotate: http://a.nnotate.com/
- co-ment: https://web.archive.org/web/20081224160417/http://www.co-ment.net/
- cozimo (nyní ReviewStudio): https://www.reviewstudio.com/
- Archivováno: Fleck: https://web.archive.org/web/20081104010039/http://www.fleck.com/
- Protonotes: http://www.protonotes.com/
- Archivováno: Webnotes: https://web.archive.org/web/20081101080345/http://www.webnotes.net/.